# Sterward Hendler
Stewart Hendler (22 de diciembre de 1978) es un actor estadounidense, comercial y director de vídeos musicales. 

## Biografía
Dirigió en 2009 la película de horror Slasher Film, Hermandad de sangre y el Whisper 2007, thriller sobrenatural. Nació en el sur de California y se graduó en 2001 de la Universidad de Southern California School of Cinema Televisión. Ha dirigido anuncios para marcas como BMW, Motorola, Budweiser y MTV. Dirigió el Halo 4: Forward Unto Dawn, serie web para la promoción del videojuego Halo. Actualmente dirige H +: El digital de la serie, una serie web diseñado por John Cabrera y Cosimo De Tommaso.